# Status aparte

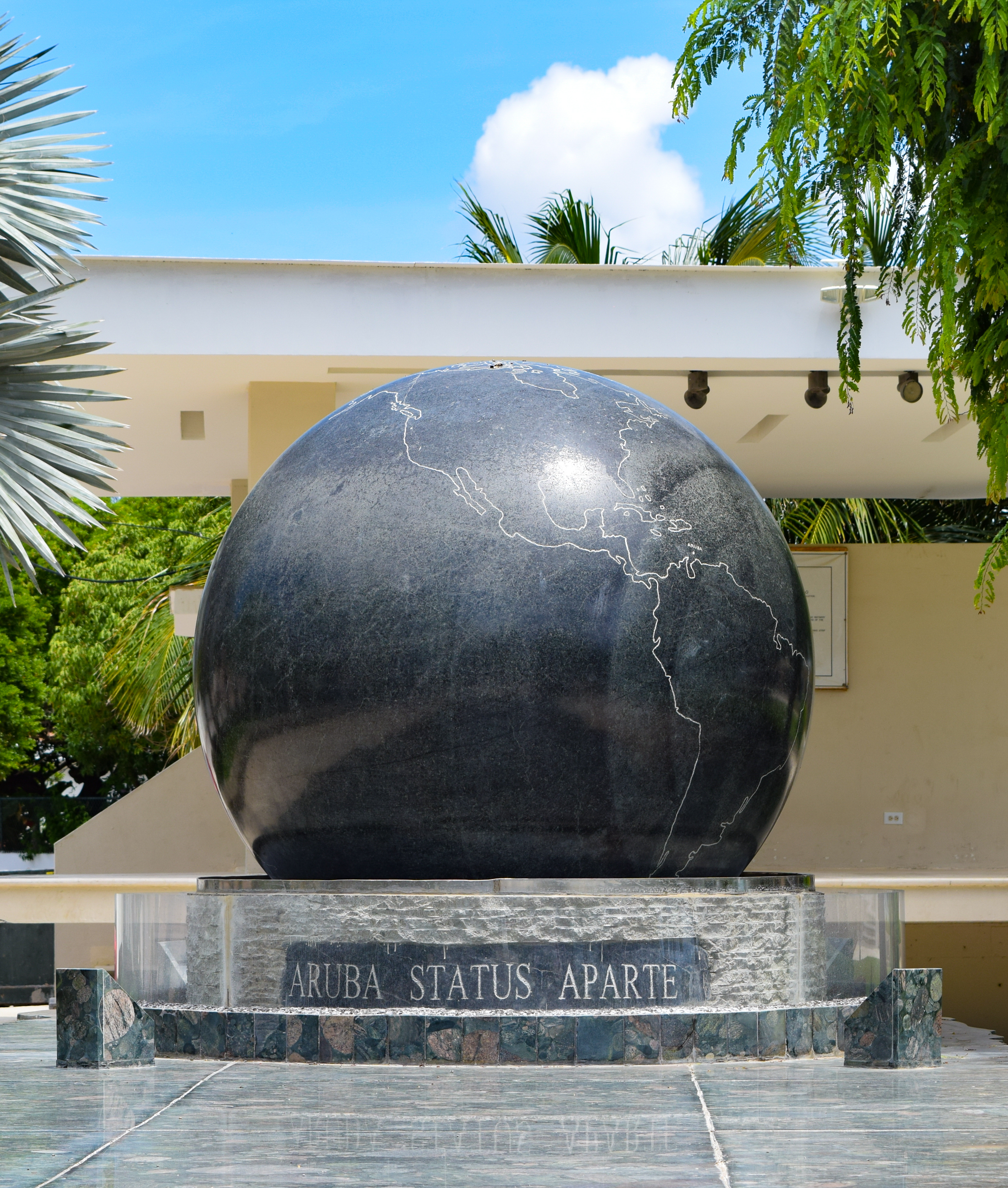
Status Aparte-monument in Oranjestad, Aruba

Met status aparte duidde men de bijzondere status aan die Aruba tussen 1986 en 1996 bezat als zelfstandig eiland binnen het Koninkrijk der Nederlanden, apart van de Nederlandse Antillen waar het tot 1986 toe behoorde. De term werd informeel ook wel gebruikt voor Curaçao en Sint Maarten. Officieel is de term status aparte met het ingaan van de nieuwe staatkundige verhoudingen in het Koninkrijk in oktober 2010 afgeschaft, omdat deze status niet langer apart is, maar juist de norm voor alle landen binnen het Koninkrijk.

## Aruba
In 1986 verkreeg Aruba een status aparte binnen het Koninkrijk en maakte het zich formeel los van de overige eilanden van de Nederlandse Antillen. Het eilandgebied Aruba werd als zodanig opgeheven en Aruba werd een derde land binnen het Koninkrijk. De status van Aruba was vrijwel gelijkwaardig aan die van de Nederlandse Antillen, maar de jure in zoverre verschillend dat het verkrijgen van de status aparte in principe na tien jaar (in 1996) gevolgd zou moeten worden door onafhankelijkheid, dus het uittreden uit het Koninkrijk. Slechts onder die voorwaarde ging de Nederlandse regering, vertegenwoordigd door minister Jan de Koning van Koninkrijkszaken, akkoord met een uittreden uit de Nederlandse Antillen. Aruba had deze voorwaarde met tegenzin aanvaard, en in 1994 werd die bepaling (artikel 62) opgeheven, maar nog steeds kan Aruba op eigen initiatief uit het Koninkrijk treden zonder dat daarvoor een wijziging van het Statuut nodig was (artikel 58). Afgezien daarvan had Aruba echter dezelfde status als de Nederlandse Antillen. 

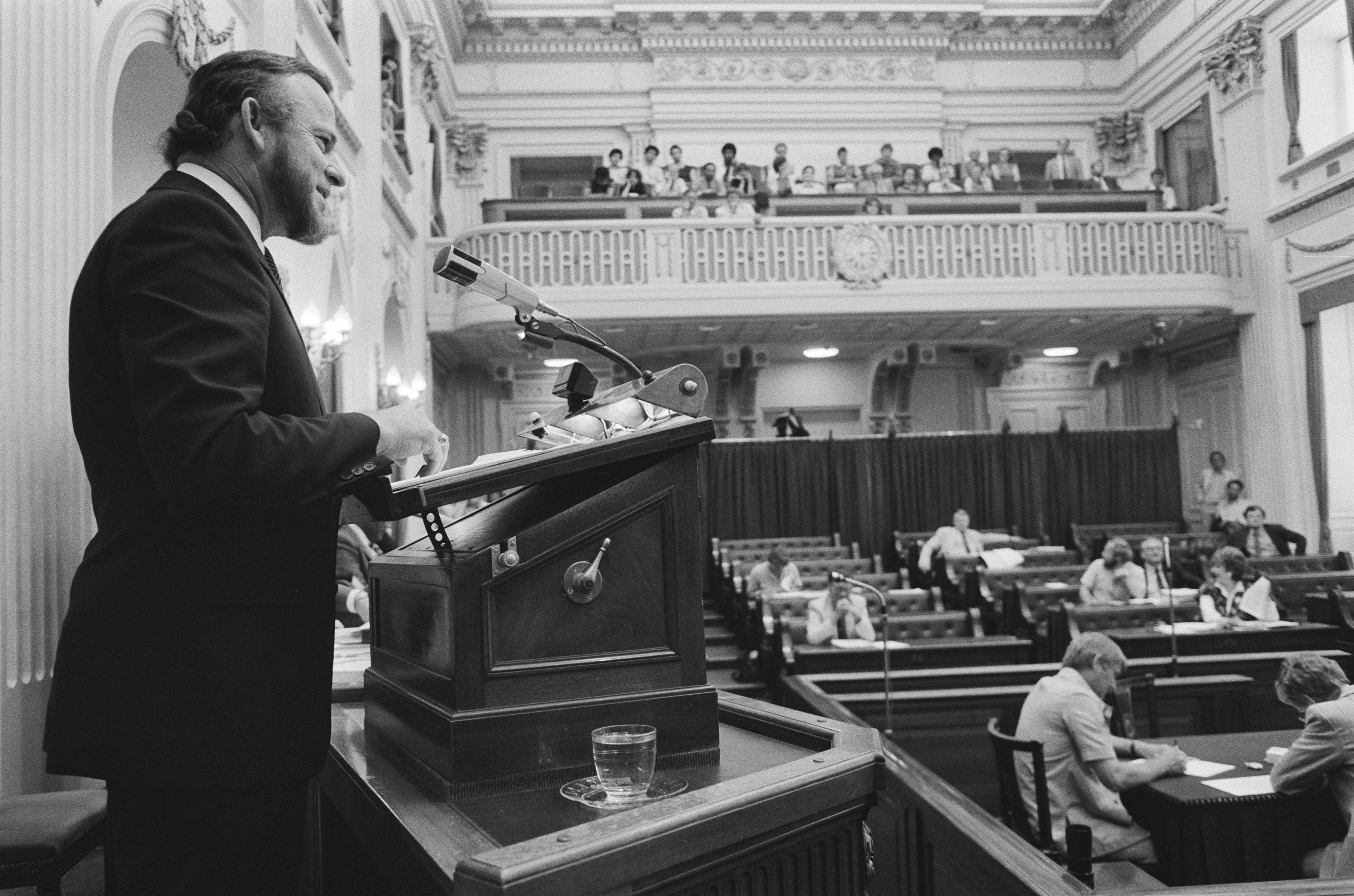
Betico Croes in de Tweede Kamer i.v.m. de statuutwijziging voor uittreding van Aruba uit de Nederlandse Antillen - 3 juni 1985

Op Aruba was de politicus Betico Croes, leider van de MEP, een groot voorvechter van het bereiken van de status aparte. Aan de vooravond van de inwerkingtreding verloor hij echter de parlementsverkiezingen, zodat niet hij maar Henny Eman de eerste premier van Aruba werd. In de nacht van 1 januari 1986, enkele uren voor het hijsen van de vlag, kreeg Croes een zwaar auto-ongeluk. Uit het coma zou hij nooit meer ontwaken, op 26 november 1986 stierf hij.

## Na de staatkundige hervormingen van 2010
Op 10 oktober 2010 hielden de Nederlandse Antillen op te bestaan als land. De eilandgebieden Curaçao en Sint Maarten werden op deze datum autonome landen binnen het Koninkrijk en de eilandgebieden Bonaire, Saba en Sint Eustatius werden bijzondere gemeenten van Nederland. Omdat de status van Curaçao en Sint Maarten binnen het Koninkrijk nu dezelfde was geworden als de status die Aruba al had, was er dus geen sprake meer van een aparte status van Aruba ten opzichte van de overige eilanden.